# Піщане (Смоленський район)
Піща́не (рос. Песчаное) — село у складі Смоленського району Алтайського краю, Росія. Входить до складу Ліньовської сільської ради.

## Населення
Населення — 246 осіб (2010; 266 у 2002).
Національний склад (станом на 2002 рік):
- росіяни — 96 %